# Murphy's Law
Murphy's Law es una banda estadounidense de hardcore punk formada en 1982 en Queens, Nueva York y liderada por Jimmy Gestapo, el único miembro original que queda en la banda. La veterana agrupación ha experimentado multitud de cambios en su formación, con miembros procedentes de bandas punk como Skinnerbox, Danzig, The Bouncing Souls, Mucky Pup, Dog Eat Dog, Hanoi Rocks, Agnostic Front y D Generation. Su álbum de 1991, The Best of Times, incluye apariciones y producción de los componentes de Fishbone. Jimmy Gestapo es uno de los más importantes tatuadores del barrio neoyorquino de Lower East Side. En 2002 la banda apareció en la película de Matthew Barney Cremaster 3 junto a Agnostic Front. Su sencillo de 1986 "A Day In The Life" apareció en la banda sonora del videojuego Grand Theft Auto IV como parte de la música de la emisora ficticia LCHC – Liberty City Hardcore, en la que Gestapo es el DJ.

## Discografía

### Álbumes
- Bong Blast (1983) Spliff Records
- Murphy's Law (1986) Profile Records
- Back with a Bong (1989) Profile Records
- The Best of Times (1991) Relativity Records
- Good for Now EP (1993) We Bite Records
- Murphy's Law / Back With A Bong (1994) Another Planet – split CD re-issue
- Dedicated (1996) Another Planet
- The Best of Times / Good for Now (2000) Artemis Records – split CD re-issue
- The Party's Over (2001) Artemis Records
- Beer, Smoke, And Live (2002) P.O.P. Records
- The Best (2005) NYHC Tattoos Records
- Covered (2005) NYHC Tattoos Records

### Sencillos
- Monster Mash (1991) Relativity Records – 7" single
- My Woman from Tokyo (1995) – Japan only 7" split single
- What Will The Neighbors Think? (1996) Another Planet – 7" single
- Genkika (1996) – Japan only 7" split single
- Kansai Woman (1996) – Japan only 7" single
- Quality Of Life (1998) NG Records – 7" split single

### Recopilatorios
- How To Start A Fight (1996) Side One Dummy Records
- Show & Tell - A Stormy Remembrance Of TV Themes (1997) Which? Records
- Creepy Crawl Live (1997) Another Planet
- Music To Kill For (1998) Triple Crown Records
- City Rockers: A Tribute To The Clash (1999) Side One Dummy Records
- Never Mind The Sex Pistols: Here's The Tribute (2000) Radical Crown Records
- Under The Influence - A Tribute To The Clash, The Cure, and The Smiths (2001) Triple Crown Records
- The World Wide Tribute to the Real Oi Volume 2 (2002) Too Damn Hype Records
- Jager Music Volume 2 (2002) jagermusic.com Records
- Warped Tour Compilation (2002) Side One Dummy Records